# Facelift

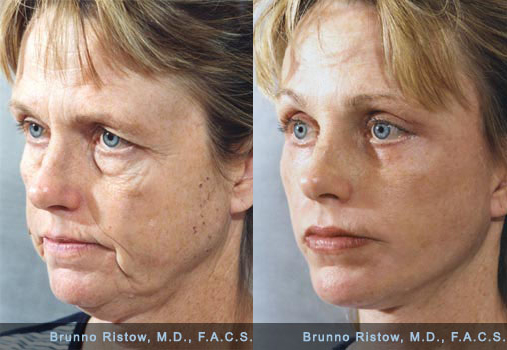
Facelift voor en na

Een facelift of rytidectomie is in de plastische chirurgie een cosmetische huidoperatie, waarbij de verslapte huid en huidspieren van het gezicht (en vaak tevens van de hals) zodanig behandeld worden, dat de huid strakker komt te zitten. Het begrip wordt echter ook overdrachtelijk gebruikt, bijvoorbeeld voor het restylen van een bepaald model auto.

## Plastische chirurgie
Naast het straktrekken van de gezichtshuid kan ook het onderhuidse vet en het bindweefsel van het gezicht worden gecorrigeerd. De huid wordt op een aantal plaatsen losgemaakt, zodat het teveel aan gerimpelde huid, dat resteert na het straktrekken, afgesneden kan worden.
Na de operatie blijft de cliënt meestal een dag ter observatie in de kliniek. Nazorg is veelal vereist. Vervolgens duurt het een tot anderhalf jaar, eer het gevoel in de gelifte huid volledig terug is.

### Kosten
Een uitgebreide behandeling van gezicht en hals kost vele duizenden euro's. Laat men enkel voorhoofd, kin of oogleden behandelen dan is men enkele duizenden euro's kwijt.

### Welvaartsverschijnsel
De facelift kan gezien worden als een welvaartsverschijnsel, dat een steeds grotere vlucht neemt in met name westerse landen.

### Gezichtscorrecties
Van de facelift moet onderscheiden worden de ingreep, waarbij bepaalde trekken van het gelaat operatief veranderd worden.
Deze is in nog hogere mate cosmetisch, aangezien geen sprake is van herstel, zoals wel het geval is bij een sterk gerimpelde huid. De correctie dient enkel ter verhoopte verfraaiing van het originele, of al eerder gecorrigeerde gelaat.
Zij betreft in veel gevallen het verwijderen van aangeboren oneffenheden op de huid, maar vindt ook plaats enkel ter verandering van gelaatstrekken, die geen aanwijsbare afwijking vertonen. Een voorbeeld hiervan is het aanbrengen van een kuiltje in de kin bij mannelijke cliënten.

## Facelift bij objecten
De term facelift wordt ook wel gebruikt, wanneer het uiterlijk van objecten verfraaid wordt. Een voorbeeld is de facelift bij auto's. In een bestaand model worden dan bepaalde veranderingen aangebracht, zonder dat er een nieuw model ontstaat. Te denken valt hierbij aan andersoortige koplampen en achterlichten. Bij een nieuw model spelen veel meer aspecten een rol. Dan wordt bijvoorbeeld heel de carrosserie vervangen en worden de afmetingen gewijzigd.